# Schizoporella pungens
Schizoporella pungens är en mossdjursart som beskrevs av Canu och Bassler 1928. Schizoporella pungens ingår i släktet Schizoporella och familjen Schizoporellidae.
Artens utbredningsområde är Mexikanska golfen. Inga underarter finns listade i Catalogue of Life.